# Aludra
Aludra (Eta Canis Majoris, η CMa) – gwiazda w gwiazdozbiorze Wielkiego Psa.

## Nazwa
Tradycyjna nazwa gwiazdy, Aludra, wywodzi się od arabskiego ‏العذراء‎ Al ʽAdhrā, co oznacza „pannę”. Nazwa „panien” oznaczała starożytny arabski asteryzm obejmujący gwiazdy Adara, Wezen i ο² CMa. Międzynarodowa Unia Astronomiczna w 2016 formalnie zatwierdziła użycie nazwy Aludra dla określenia tej gwiazdy.

## Charakterystyka obserwacyjna
Obserwowana wielkość gwiazdowa Eta Canis Majoris to 2,45m. Gwiazdę można obserwować z terenu Polski.

## Charakterystyka fizyczna
Eta Canis Majoris to błękitny nadolbrzym należący do typu widmowego B5 Ia. Gwiazda ma temperaturę 13 500 K, natomiast pozostałe parametry są niepewne ze względu na niepewną odległość tej gwiazdy od Słońca. Pomiar paralaksy z sondy Hipparcos jest obarczony bardzo dużą niepewnością i wskazuje, że jest ona odległa o około 1990 lat świetlnych od Słońca. Aludra należy do asocjacji Collinder 121, której średnia odległość to 1760 lat świetlnych. Zakładając, że jest to rzeczywista odległość tego nadolbrzyma, można obliczyć, że gwiazda ma jasność 66 tysięcy razy większą niż Słońce, promień 47 razy większy niż promień Słońca i najprawdopodobniej około 15 razy większą masę. Wiek tej gwiazdy to około 12 milionów lat. Ze względu na wiatr gwiazdowy unoszący 10 milionów razy więcej masy niż wiatr słoneczny, Aludra traci około jedną milionową masy Słońca na rok i utraciła już około 1/3 M☉, tworząc obłok materii rejestrowany w zakresie podczerwonym. Ostatecznie gwiazda eksploduje jako supernowa.
Aludra jest gwiazdą optycznie podwójną. Słabszy składnik widoczny niecałe trzy minuty kątowe od niej, oznaczony HD 58324, nie jest jednak związany grawitacyjnie z nadolbrzymem; znajduje się w odległości 600 lat świetlnych od Słońca. Jest to gwiazda typu widmowego A o wielkości obserwowanej 6,77m.